# خورخي بينيرو دا سيلفا
خورخي بينيرو دا سيلفا (بالإسبانية: Jorge Piñero da Silva)‏ هو لاعب كرة قدم أرجنتيني في مركز الهجوم، ولد في 24 يونيو 1987 في Candelaria, Misiones ‏ في الأرجنتين. لعب مع ناسيونال بوتوسي.

## وصلات خارجية
- خورخي بينيرو دا سيلفا على موقع قاعدة بيانات كرة القدم.إي يو (الإنجليزية)
- خورخي بينيرو دا سيلفا على موقع Soccerway.com (الإنجليزية)